# Palosaari (ö i Finland, Lappland, Tunturi-Lappi, lat 67,90, long 23,98)
Palosaari är en ö i Finland. Den ligger i sjön Särkijärvi och i kommunen Muonio i den ekonomiska regionen  Fjäll-Lappland  och landskapet Lappland, i den norra delen av landet, 900 km norr om huvudstaden Helsingfors. Öns area är 0,5 hektar och dess största längd är 90 meter i sydväst-nordöstlig riktning.